# Rio Haryanto
Rio Haryanto (* 22. Januar 1993 in Surakarta) ist ein ehemaliger indonesischer Automobilrennfahrer. Er startete von 2012 bis 2015 in der GP2-Serie und wurde dort 2015 Gesamtvierter. 2016 fuhr er für Manor in der Formel 1.

## Karriere
Haryanto begann seine Motorsportkarriere 2001 im Kartsport, in dem er bis 2008 aktiv war. Unter anderem gewann er von 2005 bis 2007 die asiatische Juniorenmeisterschaft und wurde 2008 Meister der indonesischen Kartmeisterschaft. Außerdem gab er 2008 sein Debüt im Formelsport und trat in der asiatischen Formel Renault Challenge, die er als Sechster beendete, und in der Formel Asia 2.0, in der er den dritten Gesamtrang belegte, an. Nachdem er bereits 2008 zu fünf Rennen der pazifischen Formel BMW gestartet war, trat er 2009 in dieser Meisterschaft an. Haryanto dominierte die Saison, wurde bei elf von 15 Rennen als Sieger gewertet und sicherte sich mit deutlichem Vorsprung den Meistertitel. Außerdem nahm er an einigen Rennen diverser Meisterschaften teil.
2010 wechselte Haryanto zu Manor Racing nach Europa und startete in der ersten Saison der GP3-Serie. Beim Sprintrennen in Istanbul gelang ihm sein erster Sieg. Am Ende der Saison belegte er den fünften Gesamtrang. Da er der beste Pilot seines Teams war, durfte er zur Belohnung im Alter von 17 Jahren an Formel-1-Testfahrten für Virgin Racing, dem Formel-1-Rennstall von Manor, teilnehmen. Außerdem trat er für Manor an zwei Rennwochenenden der Saison 2010 der britischen Formel-3-Meisterschaft an und belegte den 20. Platz im Gesamtklassement. Darüber hinaus nahm er als Gaststarter an zwei Rennen des Formel Renault 2.0 Eurocups teil. 2011 absolvierte Haryanto seine zweite Saison in der GP3-Serie für Manor Racing. Nachdem er erst am vierten Rennwochenende seine ersten Punkte erzielt hatte, folgten an den nächsten zwei Rennwochenenden zwei Siege. Die Saison beendete er auf dem siebten Platz der Meisterschaft. Teamintern musste er sich Adrian Quaife-Hobbs geschlagen geben. Außerdem trat Haryanto 2011 für DAMS in der Auto GP an. Wegen Terminüberschneidungen mit der GP3-Serie nahm er an einer Veranstaltung nicht teil. Mit einem Sieg schloss er auch in dieser Serie die Fahrerwertung auf dem siebten Platz ab. Am Ende des Jahres nahm Haryanto für DAMS am GP2 Final 2011 teil und wurde 17.
2012 ging Haryanto für Carlin in der GP2-Serie an den Start. Während sein Teamkollege Max Chilton mit zwei Siegen Gesamtvierter wurde, erreichte Haryanto mit einem fünften Platz als bestes Resultat den 14. Gesamtrang. Darüber hinaus absolvierte Haryanto Formel-1-Testfahrten für Marussia. 2013 wechselte Haryanto innerhalb der GP2-Serie zu Barwa Addax. Beim Sprintrennen in Silverstone stand er als Zweiter erstmals auf dem Podium. Es war seine einzige Podest-Platzierung in der Saison. Während sein Teamkollege Jake Rosenzweig punktelos blieb, erreichte Haryanto mit 22 Punkten den 19. Gesamtrang. 2014 bestritt Haryanto für Caterham Racing seine dritte GP2-Saison. Beim Sprintrennen in Monte Carlo erreichte er als Dritter eine Podest-Platzierung. Er beendete die Saison auf dem 15. Platz im Gesamtklassement.

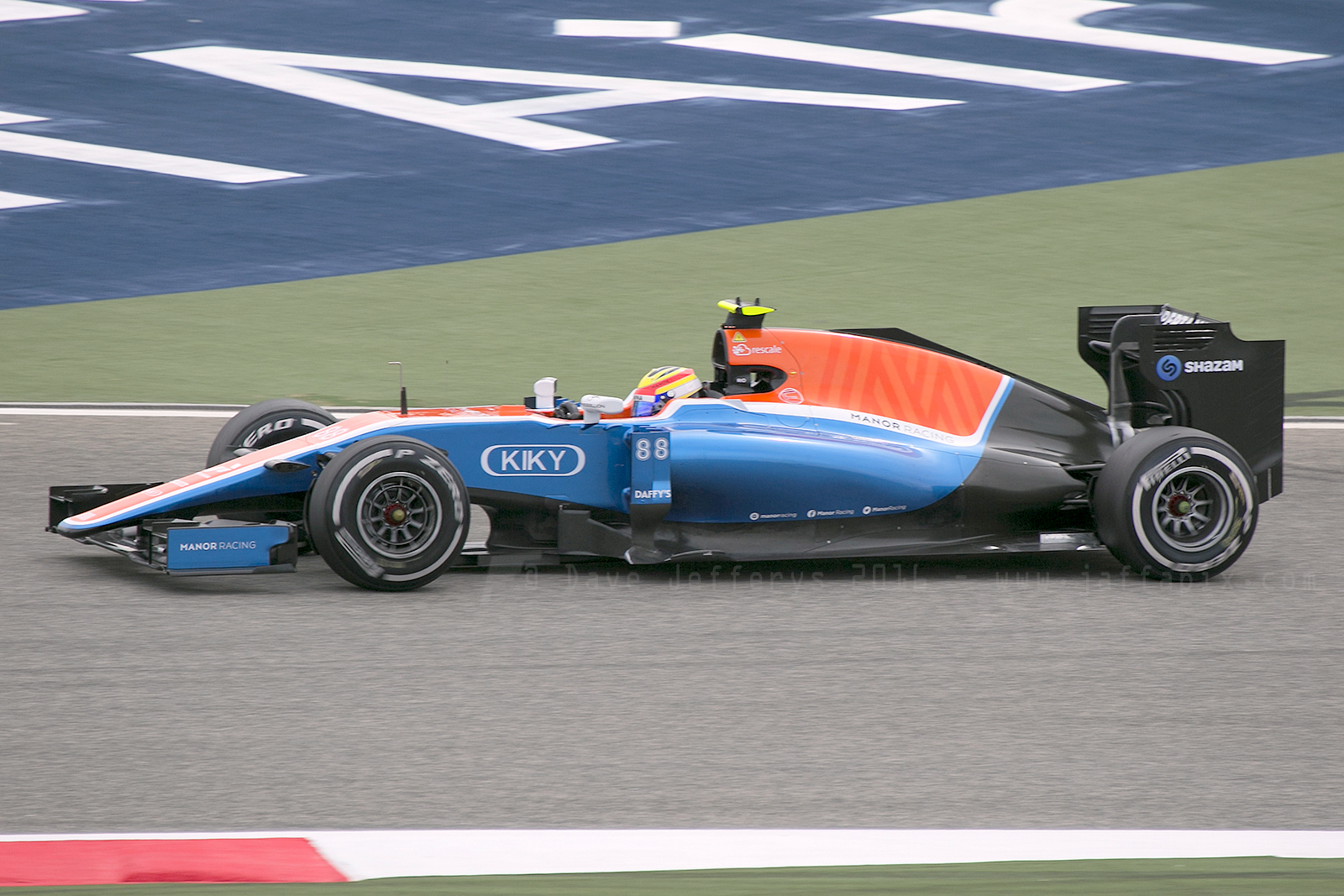
Rio Haryanto im Manor 2016 in Bahrain

2015 ging Haryanto für Campos Racing in der GP2-Serie an den Start. Beim Sprintrennen in as-Sachir gewann er sein erstes GP2-Rennen. Bei den Sprintrennen in Spielberg und Silverstone folgten weitere Siege. Haryanto schloss die Saison auf dem vierten Gesamtrang ab und setzte sich intern mit 138 zu 60 Punkten deutlich gegen seinen Teamkollegen Arthur Pic durch.
2016 wechselte Haryanto zu Manor Racing in die Formel 1 und entschied sich für die Startnummer 88. Er hatte bereits 2010, als der Rennstall noch Virgin hieß, Testfahrten für das Team absolviert. Bei seinem Debütrennen in Australien schied er aus. Sein bestes Resultat erzielte er mit Platz 15 beim Großen Preis von Monaco. Haryanto verlor sein Cockpit nach dem zwölften Rennen, dem Großen Preis von Deutschland, an Esteban Ocon, nachdem seine Sponsoren den finanziellen Zahlungen an den Rennstall nicht mehr nachkommen konnten. Während Haryanto seinem Teamkollegen Pascal Wehrlein mit 5:7 im Qualifying-Duell nur knapp unterlag, beendete Haryanto jedes Rennen, bei dem beide Manor-Fahrer gewertet wurden, hinter Wehrlein.

## Persönliches
Haryantos Vater ist Präsident des indonesischen Schreibwaren- und Bürobedarf-Unternehmens PT. Solo Murni. Die zu dem Unternehmen gehörende Marke Kiky sponserte Haryanto bei mehreren Motorsport-Engagements.

## Statistik

### Karrierestationen
| - 2001–2008: Kartsport - 2008: Formel Asia 2.0 (Platz 3) - 2008: Asiatische Formel Renault Challenge (Platz 6) - 2008: Pazifische Formel BMW - 2009: Pazifische Formel BMW (Meister) - 2009: Asiatische Formel Renault Challenge (Platz 11) - 2009: Australische Formel 3 (Platz 8) | - 2010: GP3-Serie (Platz 5) - 2010: Britische Formel 3 (Platz 20) - 2010: Formel 1 (Testfahrer) - 2011: GP3-Serie (Platz 7) - 2011: Auto GP (Platz 7) - 2012: GP2-Serie (Platz 14) - 2012: Formel 1 (Testfahrer) | - 2013: GP2-Serie (Platz 19) - 2014: GP2-Serie (Platz 15) - 2015: GP2-Serie (Platz 4) - 2015: Formel 1 (Testfahrer) - 2016: Formel 1 (Platz 24) |

### Einzelergebnisse in der GP3-Serie
| Jahr | Team                  | 1   | 2   | 3   | 4   | 5   | 6   | 7   | 8   | 9   | 10  | 11  | 12  | 13  | 14  | 15  | 16  | Punkte | Rang |
| ---- | --------------------- | --- | --- | --- | --- | --- | --- | --- | --- | --- | --- | --- | --- | --- | --- | --- | --- | ------ | ---- |
| 2010 | Manor Racing          | ESP | ESP | TUR | TUR | ESP | ESP | GBR | GBR | GER | GER | HUN | HUN | BEL | BEL | ITA | ITA | 27     | 5.   |
| 2010 | Manor Racing          | 20  | 25  | 8   | 1   | 6   | 4   | 2   | DNF | DNF | DNF | 20  | 11  | 18  | 18  | 3   | 23  | 27     | 5.   |
| 2011 | Marussia Manor Racing | TUR | TUR | ESP | ESP | ESP | ESP | GBR | GBR | GER | GER | HUN | HUN | BEL | BEL | ITA | ITA | 31     | 7.   |
| 2011 | Marussia Manor Racing | 26  | 10  | 20  | 11  | 19  | 22* | 10  | 4   | 1   | 10  | 9   | 1   | 12  | 9   | 3   | 2   | 31     | 7.   |

### Einzelergebnisse in der GP2-Serie
| Jahr | Team             | 1   | 2   | 3   | 4   | 5   | 6   | 7   | 8   | 9   | 10  | 11  | 12  | 13  | 14  | 15  | 16  | 17  | 18  | 19  | 20  | 21  | 22  | 23  | 24  | Punkte | Rang |
| ---- | ---------------- | --- | --- | --- | --- | --- | --- | --- | --- | --- | --- | --- | --- | --- | --- | --- | --- | --- | --- | --- | --- | --- | --- | --- | --- | ------ | ---- |
| 2012 | Carlin           | MAS | MAS | BRN | BRN | BRN | BRN | ESP | ESP | MON | MON | ESP | ESP | GBR | GBR | GER | GER | HUN | HUN | BEL | BEL | ITA | ITA | SIN | SIN | 38     | 14.  |
| 2012 | Carlin           | 12  | 10  | 9   | 15  | 6   | 6   | 16  | 15  | 14  | 11  | 5   | DNF | 10  | 12  | 17  | 11  | 12  | 7   | 10  | 7   | 19  | 12  | 9   | 11  | 38     | 14.  |
| 2013 | Barwa Addax Team | MAS | MAS | BRN | BRN | ESP | ESP | MON | MON | GBR | GBR | GER | GER | HUN | HUN | BEL | BEL | ITA | ITA | SIN | SIN | UAE | UAE |     |     | 22     | 19.  |
| 2013 | Barwa Addax Team | 20  | 18  | 15  | 24  | 9   | 24  | DNF | 16  | 7   | 2   | 18  | 14  | 11  | 10  | 19  | 25  | 14  | 7   | 20  | 11  | 14  | 12  |     |     | 22     | 19.  |
| 2014 | Caterham Racing  | BRN | BRN | ESP | ESP | MON | MON | AUT | AUT | GBR | GBR | GER | GER | HUN | HUN | BEL | BEL | ITA | ITA | RUS | RUS | UAE | UAE |     |     | 28     | 15.  |
| 2014 | Caterham Racing  | 16  | 16  | 5   | DNF | 7   | 3   | 11  | 17  | 21  | DNF | 22* | 10  | DNF | 17  | DNF | 16  | 16  | 16  | 18  | 15  | 9   | 12  |     |     | 28     | 15.  |
| 2015 | Campos Racing    | BRN | BRN | ESP | ESP | MON | MON | AUT | AUT | GBR | GBR | HUN | HUN | BEL | BEL | ITA | ITA | RUS | RUS | BRN | BRN | UAE | UAE |     |     | 138    | 4.   |
| 2015 | Campos Racing    | 2   | 1   | 4   | 6   | 16  | DNF | 7   | 1   | 8   | 1   | 4   | 5   | 13  | 10  | 13  | 11  | 5   | 2   | 7   | 18  | 7   | C   |     |     | 138    | 4.   |

### Statistik in der Formel-1-Weltmeisterschaft
Diese Statistik umfasst alle Teilnahmen des Fahrers an der Formel-1-Weltmeisterschaft.

#### Gesamtübersicht
| Saison | Team         | Chassis     | Motor                 | Rennen | Siege | Zweiter | Dritter | Poles | schn. Rennrunden | Punkte | WM-Pos. |
| ------ | ------------ | ----------- | --------------------- | ------ | ----- | ------- | ------- | ----- | ---------------- | ------ | ------- |
| 2016   | Manor Racing | Manor MRT05 | Mercedes 1.6 V6 Turbo | 12     | –     | –       | –       | –     | –                | 0      | 24.     |
| Gesamt | Gesamt       | Gesamt      | Gesamt                | 12     | –     | –       | –       | –     | –                | 0      |         |

#### Einzelergebnisse
| Saison | 1  | 2  | 3   | 4  | 5  | 6  | 7  | 8  | 9   | 10 | 11 | 12 | 13 | 14 | 15 | 16 | 17 | 18 | 19 | 20 | 21 |
| ------ | -- | -- | --- | -- | -- | -- | -- | -- | --- | -- | -- | -- | -- | -- | -- | -- | -- | -- | -- | -- | -- |
| 2016   |    |    |     |    |    |    |    |    |     |    |    |    |    |    |    |    |    |    |    |    |    |
| DNF    | 17 | 21 | DNF | 17 | 15 | 19 | 18 | 16 | DNF | 21 | 20 |    |    |    |    |    |    |    |    |    |    |

| Legende  | Legende            | Legende                                                          |
| Farbe    | Abkürzung          | Bedeutung                                                        |
| -------- | ------------------ | ---------------------------------------------------------------- |
| Gold     | –                  | Sieg                                                             |
| Silber   | –                  | 2. Platz                                                         |
| Bronze   | –                  | 3. Platz                                                         |
| Grün     | –                  | Platzierung in den Punkten                                       |
| Blau     | –                  | Klassifiziert außerhalb der Punkteränge                          |
| Violett  | DNF                | Rennen nicht beendet (did not finish)                            |
| Violett  | NC                 | nicht klassifiziert (not classified)                             |
| Rot      | DNQ                | nicht qualifiziert (did not qualify)                             |
| Rot      | DNPQ               | in Vorqualifikation gescheitert (did not pre-qualify)            |
| Schwarz  | DSQ                | disqualifiziert (disqualified)                                   |
| Weiß     | DNS                | nicht am Start (did not start)                                   |
| Weiß     | WD                 | zurückgezogen (withdrawn)                                        |
| Hellblau | PO                 | nur am Training teilgenommen (practiced only)                    |
| Hellblau | TD                 | Freitags-Testfahrer (test driver)                                |
| ohne     | DNP                | nicht am Training teilgenommen (did not practice)                |
| ohne     | INJ                | verletzt oder krank (injured)                                    |
| ohne     | EX                 | ausgeschlossen (excluded)                                        |
| ohne     | DNA                | nicht erschienen (did not arrive)                                |
| ohne     | C                  | Rennen abgesagt (cancelled)                                      |
| ohne     | keine WM-Teilnahme |                                                                  |
| sonstige | P/fett             | Pole-Position                                                    |
| sonstige | 1/2/3/4/5/6/7/8    | Punktplatzierung im Sprint-/Qualifikationsrennen                 |
| sonstige | SR/kursiv          | Schnellste Rennrunde                                             |
| sonstige | *                  | nicht im Ziel, aufgrund der zurückgelegten Distanz aber gewertet |
| sonstige | ()                 | Streichresultate                                                 |
| sonstige | unterstrichen      | Führender in der Gesamtwertung                                   |